# Ruimteschip Orion
Ruimteschip Orion (oorspronkelijke titel Raumpatrouille - Die phantastischen Abenteuer des Raumschiffes Orion) is een Duitse sciencefiction-televisieserie over de bemanning van de ruimtekruiser Orion, die in het jaar 3000 de Aarde moeten beschermen tegen aanvallen uit de ruimte. In Duitsland werd de serie uitgezonden door de ARD. Er werden in totaal zeven afleveringen gemaakt die vanaf 17 september 1966 elke veertien dagen werden uitgezonden op primetime en zorgde voor een record aan kijkcijfers, die tot nu toe nog niet geevenaard is. In Nederland werd de serie in 1967 vertoond door de AVRO.

## Verhaal
Anno 3000 is de Aarde niet langer verdeeld in staten of naties. Er is een wereldregering en de Aarde heeft kolonies in de ruimte. Sterrenschepen doorkruisen het heelal en zijn ook verantwoordelijk voor de beveiliging van de kolonies en de Aarde tegen mogelijke buitenaardse aanvallen. In de eerste aflevering: Gezagvoerder van een van deze sterrenkruisers, de Orion, is Cliff Allister McLane. McLane is een rebel en ondanks zijn bewezen moed in eerdere oorlogen wordt hij na zijn zoveelste rebellendaad door zijn superieuren gestraft en samen met zijn bemanning gedegradeerd tot patrouilledienst.
Dan gebeurt wat niemand voor mogelijk had gehouden, een aanval van buitenaardse wezens. Op de buitenpost MZ-4 worden twee leden van de bemanning van de Orion geconfronteerd met vreemde wezens. Alle zuurstof is uit de basis verdwenen en ze worden aangevallen door een vreemde macht. Het zijn bijna onzichtbare wezens die bestand zijn tegen de laserstralen van de bemanning. De wezens worden "Frogs" gedoopt. Terwijl de twee bemanningsleden zich wanhopig verweren tegen de Frogs, wordt ook de Orion aangevallen. Het is duidelijk dat er sprake is van een grootscheepse aanval uit de ruimte. Uiteindelijk weet de bemanning de Frogs uit te schakelen door de, voor de buitenaardsen giftige, zuurstof in te zetten. De Orion en haar bemanning zijn nu klaar voor nieuwe avonturen.

## Afleveringen
1. Aanval uit de ruimte (Angriff aus dem All)
2. De uit de koers geslagen planeet (Planet ausser Kurs)
3. De hoeders van de wet (Hüter des Gesetzes)
4. Deserteurs (Deserteure)
5. Strijd om de zon (Kampf um die Sonne)
6. De ruimteval (Die Raumfalle)
7. Invasie (Invasion)

## Hoofdrollen
- Cliff Allister McLane Dietmar Schönherr
- Mario de Monti Wolfgang Völz
- Atan Shubashi F.G. Beckhaus
- Hasso Sigbjörnson Claus Holm
- Helga Legrelle Ursula Lilliq
- Tamara Jagellovsk Eva Pflug

## Productie
De serie werd in 1965 opgenomen in zwart-wit door Bavaria Filmstudios en was een van de eerste grote sciencefictionproducties uit de jaren zestig. Voordat er werd gefilmd was men lang bezig geweest met het script. Er was goed nagedacht over hoe de wereld in duizend jaar zou zijn veranderd. Hoewel niemand exact kon voorspellen hoe alles zou veranderen, wilden de producenten toch geloofwaardige antwoorden op vragen als "zijn er nog naties in het jaar 3000?" en "hoe eet, danst, leeft men in die tijd?". Het was minder belangrijk of dit ook werkelijk zo zou zijn, het is ook maar een toekomstvisie, maar men besteedde veel tijd aan detaillering en vormgeving van de "sets" om geloofwaardig over te komen. In de Bavariahallen in München werd door technici een model van de Orion gebouwd en verder delen van het interieur van het schip in de vorm van decors zoals de brug van de Orion (Kommandokansel). Overigens is de Orion alleen in trucopnames in zijn geheel te zien. Het schip is in de serie 150 meter in middellijn en 22 meter hoog en dat was zelfs de producenten te veel. Maar zelfs ondanks deze beperkingen was de productie duur genoeg. De kosten werd geraamd op 360.000 DM, in die tijd een groot bedrag. De producent van de serie, de WDR zocht om die reden een samenwerking met de Franse ORTF. De makers van de serie gebruikten een groot aantal gewone producten als strijkijzers en puntenslijpers die zodanig bewerkt werden dat ze door konden gaan voor uitrustingsstukken. Ook werden verknipte ponskaarten gebruikt voor de rangonderscheidingen van de bemanning.

## DVD en film
De complete serie is in 1999 uitgegeven op twee regio-2 DVD's. Ook verscheen in 2003 een bioscoopfilm waarbij meerdere afleveringen waren samengevoegd tot een film van ca. 90 minuten onder de titel Raumpatrouille Orion. Ook deze film is inmiddels op DVD verschenen.